# Piotr Witold Ostaszewski
Piotr Witold Ostaszewski (ur. 5 czerwca 1950 w Warszawie) – polski naukowiec, profesor doktor habilitowany nauk weterynaryjnych.
Absolwent weterynarii Szkoły Głównej Gospodarstwa Wiejskiego w Warszawie 1974. Doktor nauk weterynaryjnych 1980. Doktor habilitowany nauk przyrodniczych w dyscyplinie biologii w specjalności fizjologii zwierząt od 1991. Profesor nauk weterynaryjnych od 2003.
Jest wykładowcą na Wydziale Medycyny Weterynaryjnej w Szkole Głównej Gospodarstwa Wiejskiego w Warszawie, członkiem Polskiego Towarzystwa Nauk Weterynaryjnych, Komitetu Nauk Fizjologicznych PAN, autorem prac naukowych z dziedziny weterynarii, dietetyki i żywienia zwierząt. Nominację profesorską otrzymał w 2003.
Wypromował sześcioro doktorów, m.in. dr. hab. Michała Janka.